# نصوح پاشا
نصوح پاشا یک دولتمرد عثمانی آلبانیایی الاصل بود. وی از ۵ اوت ۱۶۱۱ تا ۱۷ اکتبر ۱۶۱۴ وزیر بزرگ امپراتوری عثمانی بود. او اهل گومولجین (کوموتینی کنونی) بود و به واسطه ازدواج با یک شاهزاده خانم عثمانی، داماد خاندان عثمانی بو. او در سال ۱۶۱۴ توسط احمد یکم به جرم فساد و یا مهمتر از این وقتی با لشکر بزرگی به ایران حمله کرد شاه عباس صفوی با لشکری کوچکتر و توپ های ضعیفتر او را به سختی شکست داد و سرزمین‌هایی که طی سی سال عثمانیان به دست آورده بودند را به دست اورد. رجوع به عهد نامه نصوح پاشا